# بيت وينفيلد
بيت وينفيلد (بالإنجليزية: Pete Wingfield)‏ هو صحفي وكاتب أغاني ومنتج أسطوانات ومغني بريطاني، ولد في 7 مايو 1948 في Liphook ‏ في المملكة المتحدة.

## وصلات خارجية
- بيت وينفيلد على موقع ميوزك برينز (الإنجليزية)
- بيت وينفيلد على موقع أول ميوزيك (الإنجليزية)
- بيت وينفيلد على موقع ديسكوغز (الإنجليزية)